# Красноярский хореографический колледж
«Красноярский хореографи́ческий ко́лледж» — государственное учебное заведение, основанное в 1978 году как Красноярское хореографическое училище и 2 июля 2009 года получившее статус колледжа.
Находится на проспекте Мира, в историческом здании конца XIX века. Самое восточное в республике учебное заведение, готовящее артистов балета.
Располагая пятью балетными залами, готовит артистов балета и народно-сценического танца, давая учащимся среднее профессиональное образование. Находится в ведении Министерства культуры Красноярского края.

## История
История Красноярского хореографического училища началась в 1976 году с отделения хореографии, открытого в Красноярском училище искусств. Первый набор учащихся сделала Галина Назаровна Гурченко. В 1978 году, почти одновременно с открытием Красноярского театра оперы и балета, отделение было преобразовано в самостоятельное учебное заведение — Красноярское хореографическое училище. Отделение классического танца готовило кадры для театра, народное отделение — для Красноярского государственного ансамбля танца Сибири.

## Преподаватели
Среди педагогов колледжа — заслуженный работник культуры Галина Гурченко, народные артисты России Лариса Сычёва и Лидия Дзьобак, заслуженные артисты России  Алексей Павленко, Аркадий Зинов, Ольга Акинфеева, заслуженный работник культуры России Светлана Михеева.

## Выпускники
Среди выпускников классического отделения — заслуженные артисты России Игорь Климин (выпуск 1987 года), Алла Юхимчук (выпуск 1991 года), Вера Арбузова (выпуск 1992 года), Наталья Хакимова (выпуск 1993 года), Оксана Шестакова-Шадрухина (выпуск 1995 года), Ирина Аблицова (выпуск 2001 года), Мария Куимова (выпуск 2002 года),Екатерина Булгутова (выпуск 2005);заслуженные артисты республики Коми Анна Орлова (выпуск 1990 года), Максим Фомин (выпуск 1994 года); солисты  Сергей Горбатов (выпуск 1983 года), Нина Колпакова-Гершман (выпуск 1987 года), Владимир Стуров (выпуск 1987 года), Анна Оль (выпуск 2003 года), Светлана Свинко (выпуск 2009 года), Екатерина Кащеева (выпуск 1992 года), Дмитрий Соболевский (выпуск 2010 года), Юрий Кудрявцев (выпуск 2013), Елена Свинко (выпуск 2016). 
Среди выпускников народного отделения — заслуженные артисты России Елена Васильева (выпуск 1981 года), Анна Лысенко (выпуск 1991 года), Оксана Коростелёва (выпуск 1991 года), Наталья Высоцкая (выпуск 1996 года); заслуженная артистка республики Северная Осетия-Алания Елена Егорова (выпуск 1991 года).

## Руководство
Начиная с августа 2009 года художественное руководство колледжа осуществляет Аркадий Зинов, с сентября 2013 года он также является директором.  
Список директоров
1983-1988-Ясен Абидов 
- 1978—1988 — Ирина Шевченко
- 1988—2008 — Леонид Блохин
- 2008—2013 — Юлия Кулакова
- 2013—2018 — Аркадий Зинов
- с 2018 — Мария Ломовцева